# Плесумс, Пётр Петрович
Пётр Петрович Пле́сумс (латыш. Pēteris Plēsums) — советский хозяйственный, государственный и политический деятель.

## Биография
Родился в 1895 году на территории современного Виеситского края. Член ВКП(б) с 1917 года.
Участник Первой мировой и Гражданской войн, член отряда латышских стрелков, охранявших Смольный. С 1920 года — на хозяйственной, общественной и политической работе. В 1920—1960 гг. — на партийной работе в Башкирской АССР, студент Коммунистического университета нацменьшинств Запада, на подпольной работе в Латвии, арестован и осужден, освобождён Советской властью, секретарь Леяскурземского областного комитета КП Латвии, заместитель председателя Президиума Верховного Совета Латвийской ССР, секретарь ЦК КП(б) Латвии по транспорту, уполномоченный ЦК КП(б) Латвии по работе среди эвакуированных граждан Латвийской ССР в Кировской области, редактор газеты «Cīņa» («Борьба»), секретарь Партийной коллегии Партийной комиссии при ЦК КП(б) Латвии, председатель Партийной комиссии при ЦК КП Латвии.
Избирался депутатом Верховного Совета СССР 1-го, 2-го и 3-го созывов.
Умер в 1968 году в Риге.